# Phyllachora paspalicola
Phyllachora paspalicola är en svampart som beskrevs av Henn. 1908. Phyllachora paspalicola ingår i släktet Phyllachora och familjen Phyllachoraceae.   Inga underarter finns listade i Catalogue of Life.